# Ru (Loiret)
Le Ru est un cours d'eau français qui coule dans le département du Loiret en région Centre-Val de Loire.
C'est un affluent du Talot en rive droite, donc un sous-affluent de la Seine.

## Géographie
Le Ru présente une longueur de 10,3 kilomètres. Il prend sa source dans la commune de Adon, à une altitude de 155 m, et se jette dans le Talot, dans la commune de Attray, à une altitude de 119 m. Le cours d'eau présente ainsi une pente hydraulique de 3,5 mm/m. Il s'écoule globalement du sud vers le nord.

### Communes traversées
Le Ru traverse 2 communes, soit de l'amont vers l'aval : Adon, Sainte-Geneviève-des-Bois

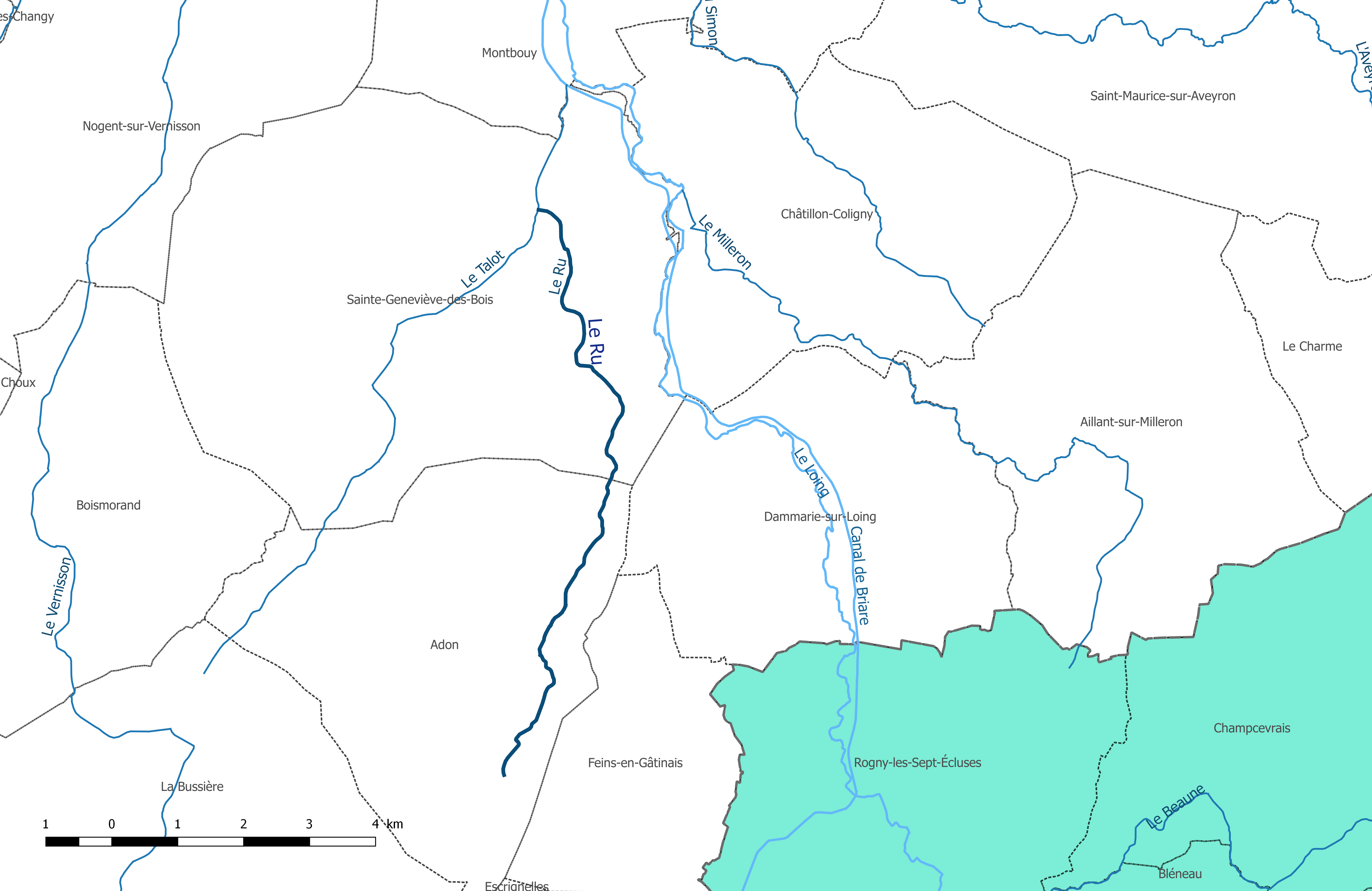
Cours d'eau Le Ru.

### Bassin versant
Son bassin versant correspond à la zone hydrographique « l'Essonne de sa source au confluent de la Rimarde (exclu) (f450) », au sein du bassin DCE plus large « La Loire, les cours d'eau côtiers vendéens et bretons ». Ce dernier s'étend sur 441 km2. Il est constitué à 67.95 % de « territoires agricoles », 29.37 % de « forêts et milieux semi-naturels » et à 2.09 % de « territoires artificialisés ».

## Pêche et peuplements piscicoles
La catégorie piscicole est un classement juridique des cours d'eau en fonction des groupes de poissons dominants. Un arrêté réglementaire préfectoral permanent reprend l’ensemble des dispositions applicables en matière de pêche dans le département du Loiret en les différenciant selon les catégories piscicoles. Le Ru est classé en deuxième catégorie, c'est-à-dire que l'espèce biologique dominante est constituée essentiellement de poissons blancs (cyprinidés) (donc rivière cyprinicole) et de carnassiers (brochet, sandre et perche).

## Gouvernance

### Échelle du bassin
En France, la gestion de l’eau, soumise à une législation nationale et à des directives européennes, se décline par bassin hydrographique, au nombre de sept en France métropolitaine, échelle cohérente écologiquement et adaptée à une gestion des ressources en eau. Le Ru est sur le territoire du bassin Seine-Normandie et l'organisme de gestion à l'échelle du bassin est l'agence de l'eau Seine-Normandie. 

### Échelle locale
En 2017, Le Ru est géré au niveau local par le Syndicat mixte de la vallée du Loing.